# Furijeova analiza
U matematici, Furijeova analiza je proučavanje načina na koji se opšte funkcije mogu predstaviti ili aproksimirati sumama jednostavnijih trigonometrijskih funkcija. Furijeova analiza je izrasla iz proučavanja Furijeovog reda i nazvana je po Žozefu Furijeu, koji je pokazao da predstavljanje funkcije kao sume trigonometrijskih funkcija uveliko pojednostavljuje proučavanje prenosa toplote.
U današnje vreme, predmet Furijeove analize obuhvata širok matematički spektar. U nauci i inženjerstvu, proces dekompozicije funkcije u oscilatorne komponente se često naziva Furijeova analiza, dok je operacija ponovne izgradnje funkcije iz ovih delova poznata kao Furijeova sinteza. Na primer, određivanje koje su komponente frekvencija prisutne u muzičkoj noti uključivalo bi izračunavanje Furijeove transformacije date muzičke note. Zatim se može resintetisati isti zvuk uključivanjem frekventnih komponenti koje su otkrivene u Furijeovoj analizi. U matematici, termin Furijeova analiza često se odnosi na proučavanje obe operacije.
Proces dekompozicije se naziva Furijeova transformacija. Njegov izlaz, Furijeov transformat, često dobija specifičniji naziv, koji zavisi od domena i drugih svojstava funkcije koja se transformiše. Štaviše, originalni koncept Furijeove analize je vremenom proširen kako bi se primenio na sve više apstraktnih i opštih situacija, a generalno polje se često naziva harmonijska analiza. Svaka transformacija koja se koristi za analizu (pogledajte spisak Furijeovih transformacija) ima odgovarajuću inverznu transformaciju koja se može koristiti za sintezu.

## Aplikacije
Furijeova analiza ima mnoge naučne primene – u fizici, parcijalnim diferencijalnim jednačinama, teoriji brojeva, kombinatorici, obradi signala, digitalnoj obradi slika, teoriji verovatnoće, statistici, forenzici, vrednovanju deonica, kriptografiji, numeričkoj analizi, akustici, okeanografiji, sonarima, optici, difrakciji, geometriji, analizi proteinske strukture, i drugim oblastima.
Ova široka primenljivost proizilazi iz mnogih korisnih svojstava transformacije:
- Transformacije su linearni operatori i uz pravilnu normalizaciju one su i unitarne (svojstvo poznato kao Parsevalova teorema ili, opštenitije kao Planšerelova teorema, i najgeneralnije u vidu Pontrjaginove dualnosti) Rudin 1990.
- Transformacije su obično invertibilne.
- Eksponencijalne funkcije su svojstvene funkcije diferencijacije, što znači da ova reprezentacija pretvara linearne diferencijalne jednačine sa konstantnim koeficijentima u obične algebarske Evans 1998. Stoga se ponašanje linearnog vremenski invarijantnog sistema može analizirati na svakoj frekvenciji nezavisno.
- Prema teoremi konvolucija, Furijeove transformacije pretvaraju komplikovanu operaciju konvolucije u jednostavno množenje, što znači da one pružaju efikasan način za izračunavanje operacija zasnovanih na konvoluciji kao što je polinimijsko množenje i množenje velikih brojeva Knuth 1997.
- Diskretna verzija Furijeove transformacije (vidi ispod) može se brzo izvršiti na računarima koristeći algoritme brze Furijeove transkformacije (FFT). Conte & de Boor 1980

U forenzici, laboratorijski infracrveni spektrofotometri koriste analizu Furijeove transformacije za merenje talasnih dužina svetlosti na kojima materijal apsorbuje u infracrvenom spektru. FT metod se koristi za dekodiranje izmerenih signala i zapisivanje podataka o talasnim dužinama. Koristeći kompjuter, ovi Furijeovi proračuni se brzo izvode, tako da za nekoliko sekundi, kompjuterski upravljani FT-IR instrument može da proizvede infracrveni apsorpcioni patern koji je uporediv sa instrumentom sa prizmom.
Furijeova transformacija je isto tako korisna kao kompaktna reprezentacija signala. Na primer, JPEG kompresija koristi varijantu Furijeove transformacije (diskretna kosinusna transformacija) malih kvadratnih delova digitalne slike. Furijeove komponente svakog kvadrata se zaokružuju na nižu aritmetičku preciznost, a slabe komponente se potpuno eliminišu, tako da se preostale komponente mogu skladištiti veoma kompaktno. U rekonstrukciji slike, svaki kvadrat slike se rekonstruiše iz sačuvanih približnih Furijeovih transformisanih komponenti, koje su inverzno transformišu da bi proizvela aproksimacija originalne slike.

## Literatura
- Conte, S. D.; de Boor, Carl (1980). Elementary Numerical Analysis (Third изд.). New York: McGraw Hill, Inc. ISBN 978-0-07-066228-5.
- Evans, L. (1998). Partial Differential Equations. American Mathematical Society. ISBN 978-3-540-76124-2.
- Howell, Kenneth B. (2001). Principles of Fourier Analysis. CRC Press. ISBN 978-0-8493-8275-8.
- Kamen, E. W.; Heck, B. S. (2000-03-02). Fundamentals of Signals and Systems Using the Web and Matlab (2 изд.). Prentiss-Hall. ISBN 978-0-13-017293-8.
- Knuth, Donald E. (1997). The Art of Computer Programming Volume 2: Seminumerical Algorithms (3rd изд.). Addison-Wesley Professional. Section 4.3.3.C: Discrete Fourier transforms, pg.305. ISBN 978-0-201-89684-8.
- Müller, Meinard (2015). The Fourier Transform in a Nutshell (PDF). Springer. In Fundamentals of Music Processing, Section 2.1, p. 40–56. ISBN 978-3-319-21944-8. doi:10.1007/978-3-319-21945-5. Архивирано из оригинала (PDF) 08. 04. 2016. г. Приступљено 27. 06. 2019.
- Polyanin, A. D.; Manzhirov, A. V. (1998). Handbook of Integral Equations. Boca Raton: CRC Press. ISBN 978-0-8493-2876-3.
- Rudin, Walter (1990). Fourier Analysis on Groups. Wiley-Interscience. ISBN 978-0-471-52364-2.
- Smith, Steven W. (1999). The Scientist and Engineer's Guide to Digital Signal Processing (Second изд.). San Diego: California Technical Publishing. ISBN 978-0-9660176-3-2.
- Stein, E. M.; Weiss, G. (1971). Introduction to Fourier Analysis on Euclidean Spaces. Princeton University Press. ISBN 978-0-691-08078-9.
- Boashash, B., ур. (2003), Time–Frequency Signal Analysis and Processing: A Comprehensive Reference, Oxford: Elsevier Science, ISBN 978-0-08-044335-5
- Bochner, S.; Chandrasekharan, K. (1949), Fourier Transforms, Princeton University Press
- Bracewell, R. N. (2000), The Fourier Transform and Its Applications (3rd изд.), Boston: McGraw-Hill, ISBN 978-0-07-116043-8
- Campbell, George; Foster, Ronald (1948), Fourier Integrals for Practical Applications, New York: D. Van Nostrand Company, Inc.
- Champeney, D.C. (1987), A Handbook of Fourier Theorems, Cambridge University Press
- Chatfield, Chris (2004), The Analysis of Time Series: An Introduction, Texts in Statistical Science (6th изд.), London: Chapman & Hall/CRC, ISBN 9780203491683
- Clozel, Laurent; Delorme, Patrice (1985), „Sur le théorème de Paley-Wiener invariant pour les groupes de Lie réductifs réels”, Comptes Rendus de l'Académie des Sciences, Série I, 300: 331—333.

- Condon, E. U. (1937), „Immersion of the Fourier transform in a continuous group of functional transformations”, Proc. Natl. Acad. Sci., 23 (3): 158—164, Bibcode:1937PNAS...23..158C, PMC 1076889 , PMID 16588141, doi:10.1073/pnas.23.3.158 .

- de Groot, Sybren R.; Mazur, Peter (1984), Non-Equilibrium Thermodynamics (2nd изд.), New York: Dover.

- Duoandikoetxea, Javier (2001), Fourier Analysis, American Mathematical Society, ISBN 978-0-8218-2172-5.

- Dym, H.; McKean, H. (1985), Fourier Series and Integrals, Academic Press, ISBN 978-0-12-226451-1.

- Erdélyi, Arthur, ур. (1954), Tables of Integral Transforms, 1, McGraw-Hill.

- Feller, William (1971), An Introduction to Probability Theory and Its Applications, II (2nd изд.), New York: Wiley, MR 0270403.

- Folland, Gerald (1989), Harmonic analysis in phase space, Princeton University Press.

- Folland, Gerald (1992), Fourier analysis and its applications, Wadsworth & Brooks/Cole.

- Fourier, J.B. Joseph (1822), Théorie analytique de la chaleur (на језику: француски), Paris: Firmin Didot, père et fils, OCLC 2688081.

- Fourier, J.B. Joseph (1878) [1822], The Analytical Theory of Heat, Превод: Alexander Freeman, The University Press (translated from French).

- Gradshteyn, Izrail Solomonovich; Ryzhik, Iosif Moiseevich; Geronimus, Yuri Veniaminovich; Tseytlin, Michail Yulyevich; Jeffrey, Alan (2015),  Zwillinger, Daniel; Moll, Victor Hugo, ур., Table of Integrals, Series, and Products (на језику: енглески), Превод: Scripta Technica, Inc. (8th изд.), Academic Press, ISBN 978-0-12-384933-5.

- Grafakos, Loukas (2004), Classical and Modern Fourier Analysis, Prentice-Hall, ISBN 978-0-13-035399-3.

- Grafakos, Loukas; Teschl, Gerald (2013), „On Fourier transforms of radial functions and distributions”, J. Fourier Anal. Appl., 19: 167—179, S2CID 1280745, arXiv:1112.5469 , doi:10.1007/s00041-012-9242-5.

- Greiner, W.; Reinhardt, J. (1996), Field Quantization, Springer, ISBN 978-3-540-59179-5.

- Gelfand, I.M.; Shilov, G.E. (1964), Generalized Functions, 1, New York: Academic Press (translated from Russian).

- Gelfand, I.M.; Vilenkin, N.Y. (1964), Generalized Functions, 4, New York: Academic Press (translated from Russian).

- Hewitt, Edwin; Ross, Kenneth A. (1970), Abstract harmonic analysis, Die Grundlehren der mathematischen Wissenschaften, Band 152, II: Structure and analysis for compact groups. Analysis on locally compact Abelian groups, Springer, MR 0262773.

- Hörmander, L. (1976), Linear Partial Differential Operators, 1, Springer, ISBN 978-3-540-00662-6.

- Howe, Roger (1980), „On the role of the Heisenberg group in harmonic analysis”, Bulletin of the American Mathematical Society, 3 (2): 821—844, MR 578375, doi:10.1090/S0273-0979-1980-14825-9 .

- James, J.F. (2011), A Student's Guide to Fourier Transforms (3rd изд.), Cambridge University Press, ISBN 978-0-521-17683-5.

- Jordan, Camille (1883), Cours d'Analyse de l'École Polytechnique, II, Calcul Intégral: Intégrales définies et indéfinies (2nd изд.), Paris
- Kaiser, Gerald (1994), „A Friendly Guide to Wavelets”, Physics Today, 48 (7): 57—58, Bibcode:1995PhT....48g..57K, ISBN 978-0-8176-3711-8, doi:10.1063/1.2808105.

- Kammler, David (2000), A First Course in Fourier Analysis, Prentice Hall, ISBN 978-0-13-578782-3.

- Katznelson, Yitzhak (1976), An Introduction to Harmonic Analysis, Dover, ISBN 978-0-486-63331-2.

- Kirillov, Alexandre; Gvishiani, Alexei D. (1982) [1979], Theorems and Problems in Functional Analysis, Springer (translated from Russian).

- Knapp, Anthony W. (2001), Representation Theory of Semisimple Groups: An Overview Based on Examples, Princeton University Press, ISBN 978-0-691-09089-4.

- Kolmogorov, Andrey Nikolaevich; Fomin, Sergei Vasilyevich (1999) [1957], Elements of the Theory of Functions and Functional Analysis, Dover
- Lado, F. (1971), „Numerical Fourier transforms in one, two, and three dimensions for liquid state calculations”, Journal of Computational Physics, 8 (3): 417—433, Bibcode:1971JCoPh...8..417L, doi:10.1016/0021-9991(71)90021-0
- Müller, Meinard (2015), The Fourier Transform in a Nutshell. (PDF), Springer, ISBN 978-3-319-21944-8, S2CID 8691186, doi:10.1007/978-3-319-21945-5, Архивирано из оригинала (PDF) 08. 04. 2016. г., Приступљено 27. 06. 2019
- Oppenheim, Alan V.; Schafer, Ronald W.; Buck, John R. (1999), Discrete-time signal processing (2nd изд.), Upper Saddle River, N.J.: Prentice Hall, ISBN 0-13-754920-2

- Paley, R.E.A.C.; Wiener, Norbert (1934), Fourier Transforms in the Complex Domain, American Mathematical Society Colloquium Publications (19), Providence, Rhode Island: American Mathematical Society.

- Pinsky, Mark (2002), Introduction to Fourier Analysis and Wavelets, Brooks/Cole, ISBN 978-0-534-37660-4.

- Poincaré, Henri (1895), Théorie analytique de la propagation de la chaleur, Paris: Carré.

- Polyanin, A. D.; Manzhirov, A. V. (1998), Handbook of Integral Equations, Boca Raton: CRC Press, ISBN 978-0-8493-2876-3.

- Press, William H.; Flannery, Brian P.; Teukolsky, Saul A.; Vetterling, William T. (1992), Numerical Recipes in C: The Art of Scientific Computing, Second Edition (2nd изд.), Cambridge University Press.

- Proakis, John G.; Manolakis, Dimitri G. (1996). Digital Signal Processing: Principles, Algorithms and Applications (на језику: енглески) (3 изд.). New Jersey: Prentice-Hall International. Bibcode:1996dspp.book.....P. ISBN 9780133942897. sAcfAQAAIAAJ..

- Rahman, Matiur (2011), Applications of Fourier Transforms to Generalized Functions, WIT Press, ISBN 978-1-84564-564-9.

- Rudin, Walter (1987), Real and Complex Analysis (3rd изд.), Singapore: McGraw Hill, ISBN 978-0-07-100276-9.

- Simonen, P.; Olkkonen, H. (1985), „Fast method for computing the Fourier integral transform via Simpson's numerical integration”, Journal of Biomedical Engineering, 7 (4): 337—340, PMID 4057997, doi:10.1016/0141-5425(85)90067-6.

- Smith, Julius O. „Mathematics of the Discrete Fourier Transform (DFT), with Audio Applications --- Second Edition”. ccrma.stanford.edu. Приступљено 2022-12-29. „We may think of a real sinusoid as being the sum of a positive-frequency and a negative-frequency complex sinusoid.”.

- Stein, Elias; Shakarchi, Rami (2003), Fourier Analysis: An introduction, Princeton University Press, ISBN 978-0-691-11384-5.

- Stein, Elias; Weiss, Guido (1971), Introduction to Fourier Analysis on Euclidean Spaces, Princeton, N.J.: Princeton University Press, ISBN 978-0-691-08078-9.

- Taneja, H.C. (2008), „Chapter 18: Fourier integrals and Fourier transforms”, Advanced Engineering Mathematics, 2, New Delhi, India: I. K. International Pvt Ltd, ISBN 978-8189866563.

- Titchmarsh, E. (1986) [1948], Introduction to the theory of Fourier integrals (2nd изд.), Oxford University: Clarendon Press, ISBN 978-0-8284-0324-5.

- Vretblad, Anders (2000), Fourier Analysis and its Applications, Graduate Texts in Mathematics, 223, New York: Springer, ISBN 978-0-387-00836-3.

- Whittaker, E. T.; Watson, G. N. (1927), A Course of Modern Analysis (4th изд.), Cambridge University Press.

- Widder, David Vernon; Wiener, Norbert (август 1938), „Remarks on the Classical Inversion Formula for the Laplace Integral”, Bulletin of the American Mathematical Society, 44 (8): 573—575, doi:10.1090/s0002-9904-1938-06812-7
- Wiener, Norbert (1949), Extrapolation, Interpolation, and Smoothing of Stationary Time Series With Engineering Applications, Cambridge, Mass.: Technology Press and John Wiley & Sons and Chapman & Hall
- Wilson, R. G. (1995), Fourier Series and Optical Transform Techniques in Contemporary Optics, New York: Wiley, ISBN 978-0-471-30357-2
- Wolf, Kurt B. (1979), Integral Transforms in Science and Engineering, Springer, ISBN 978-1-4757-0874-5, doi:10.1007/978-1-4757-0872-1
- Yosida, K. (1968), Functional Analysis, Springer, ISBN 978-3-540-58654-8

## Spoljašnje veze
- Moriarty, Philip; Bowley, Roger (2009). „∑ Summation (and Fourier Analysis)”. Sixty Symbols. Brady Haran for the University of Nottingham.